# Mont Martano
Le mont Martano est une montagne des Apennins culminant à 1 094 m d'altitude. Il se situe en Ombrie près de la ville de Giano dell'Umbria. Il fait partie du groupe des monts Martani.